# Platax
Platax is een geslacht van straalvinnige vissen uit de familie van schopvissen (Ephippidae). Het geslacht is beschreven in 1817 door Cuvier.

## Soorten
De volgende soorten behoren tot het geslacht:
- Platax batavianus Cuvier, 1831  – Bultkopvleermuisvis
- Platax boersii Bleeker, 1852
- Platax orbicularis (Forsskål, 1775) – Ronde vleermuisvis
- Platax pinnatus (Linnaeus, 1758) – Rode vleermuisvis
- Platax teira (Forsskål, 1775) – Langvinvleermuisvis